# Mallnitz
Mallnitz osztrák község Karintia Spittal an der Drau-i járásában. 2016 januárjában 817 lakosa volt. 

## Elhelyezkedése

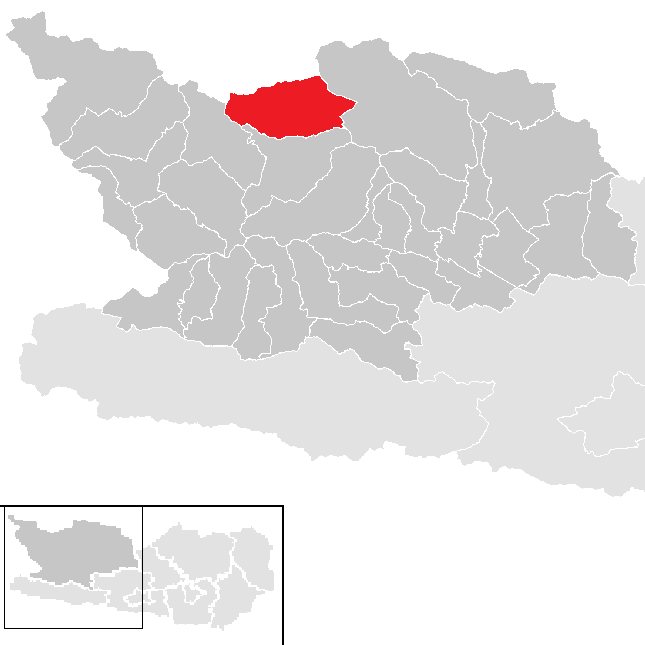
Mallnitz a Spittali járásban

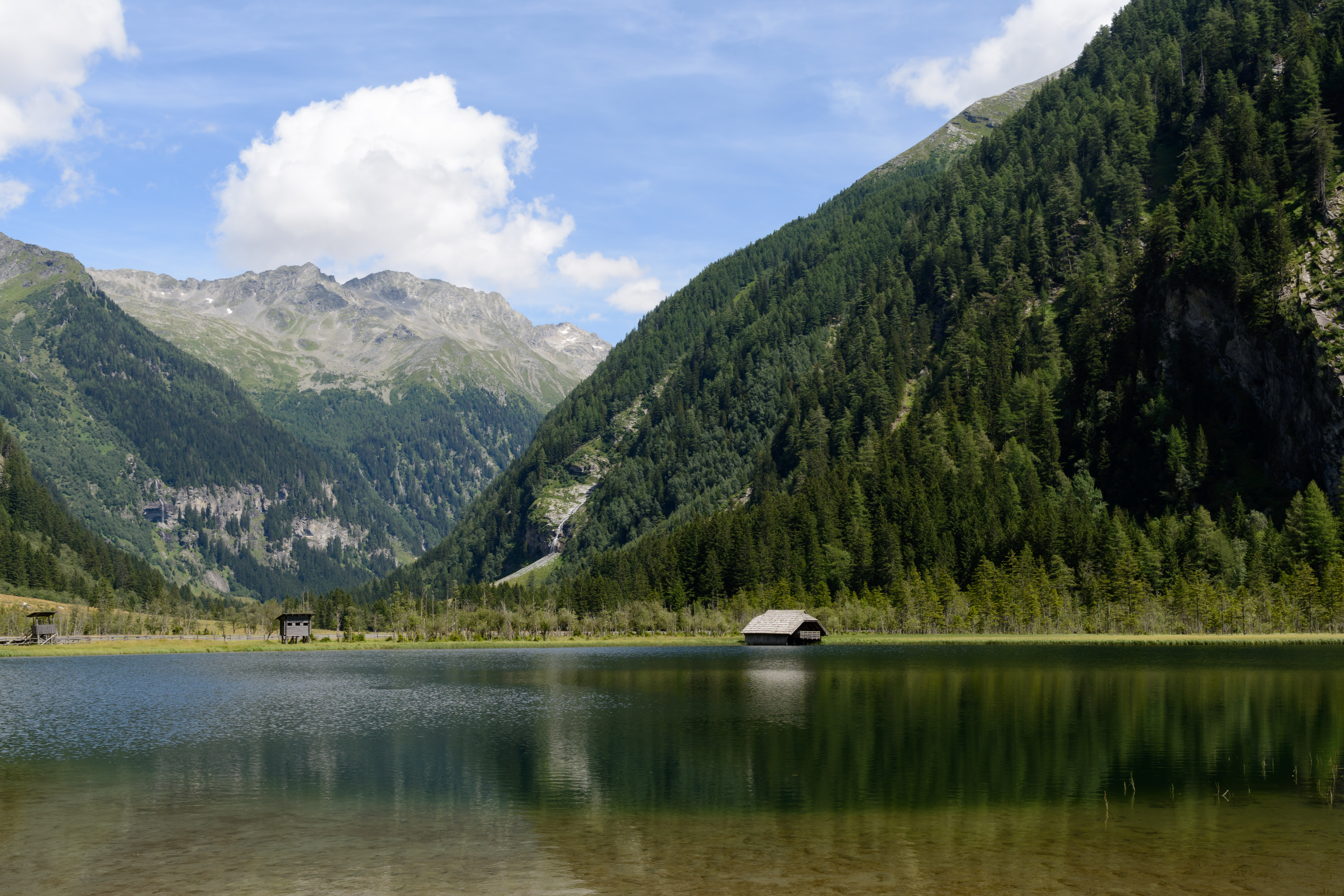
A Stappitzi-tó

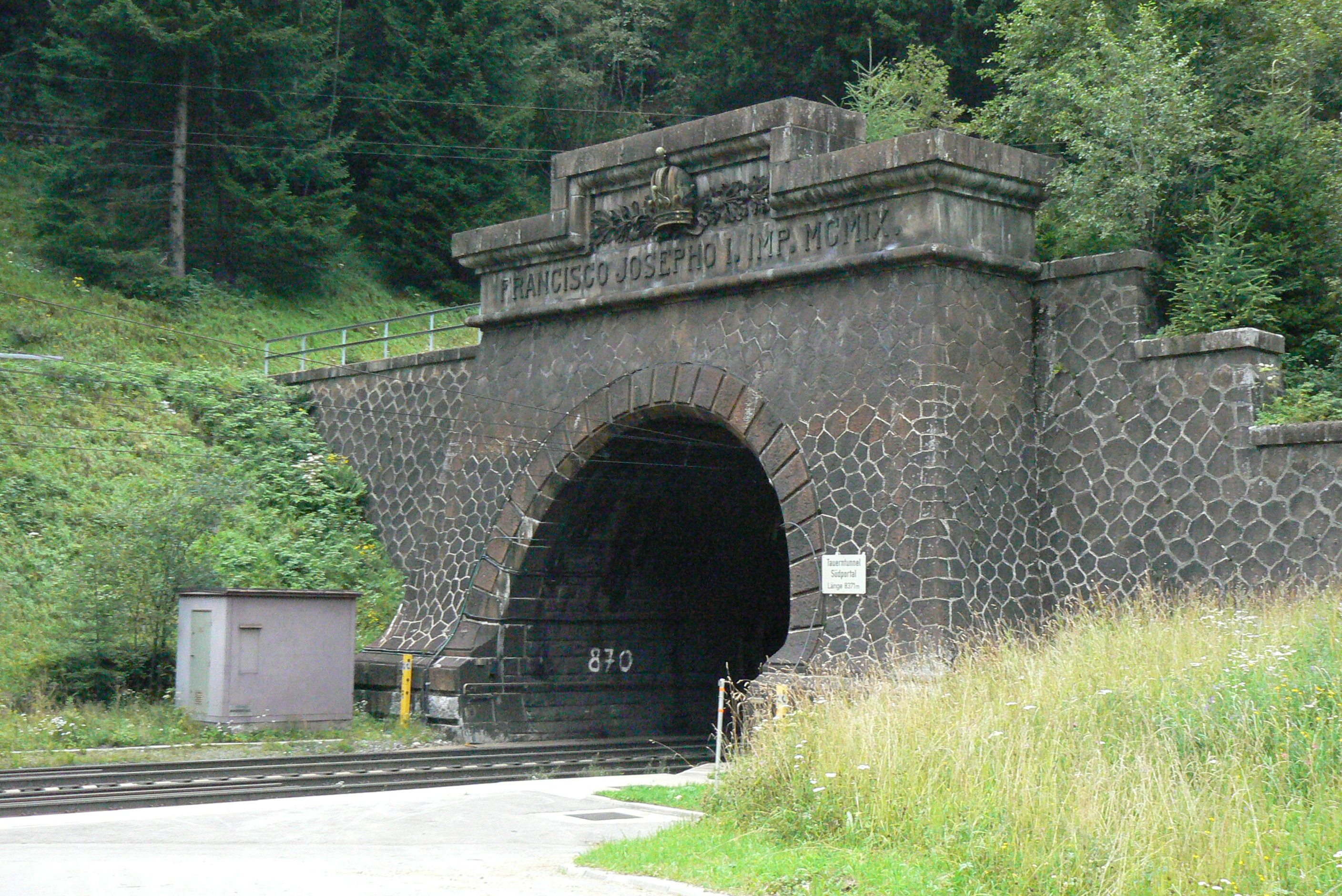
A Tauern-alagút bejárata

Mallnitz Karintia északnyugati határán részén fekszik a Magas-Tauern Nemzeti Parkhoz tartozó Goldberg- és Ankogel-csoport hegységeinek tövében. Legnagyobb folyói a Möllbe (a Dráva mellékfolyójába) ömlő Mallnitzbach és Seebach. Mallnitznál található a Tauernbahn több mint 8 kilométeres alagútjának, a Tauern-alagútnak déli bejárata. Az önkormányzat 4 falut és egyéb települést fog össze: Dösen (23 lakos), Mallnitz (445), Rabisch (34), Stappitz (302).
A környező települések: keletre Malta, délre Obervellach, délnyugatra Flattach, északra Bad Gastein (Salzburg tartomány).

## Története
A karintiai Alpok magasan fekvő völgyei feltehetően csak a bronzkorban népesültek be először, amikor Salzburg környékéről erre indult dél felé a fémkereskedelem. A szomszédos Obervellachban meg is találták egy bronzkard darabját. Egy ezüstpénz az i.e. 3. évszázadból arról árulkodik, hogy kelták is éltek Mallnitz területén, bár állandó település csak a római időkben jött létre, akik utat építettek (maradványai ma is megtalálhatóak) a Kornauern-és Mallnitzi-Tauern hegységeken át. 
600 körül szlávok telepedtek meg Karintiában, Mallnitz neve is szláv eredetű (Malinica, "kis Möll"). A települést először 1299-ben említik a görzi grófok birtokaként. A 12. és 13. századokban megnövekedett a Tauernen át vezető kereskedőútvonal forgalma, elsősorban sót és a régióban bányászott aranyat szállítottak. 
Az 1850-es közigazgatási reform során Mallnitz az akkor megalakuló Obervellach önkormányzatához került, majd 1895-ben vált önállóvá. A község gazdaságának és a turizmusnak a fellendülését a Tauern-vasút és az alagút építése (1901-1907) tette lehetővé.

## Lakosság
A mallnitzi önkormányzat területén 2016 januárjában 817 fő élt, ami jelentős visszaesést jelent a 2001-es 1027 lakoshoz képest. Akkor a helybeliek 88,7%-a volt osztrák, 7,2% pedig német állampolgár. 76,9%-uk katolikusnak, 11,5% evangélikusnak, 1,6% mohamedánnak, 6,7% pedig felekezeten kívülinek vallotta magát.

## Látnivalók
- A 3252 m magas Ankogel-csúcs. 2637 méterig felvonóval is lehet közlekedni, aminek végállomásától helyenként igen meredek magashegyi turistaút vezet egészen a csúcsig.
- a 3086 m magas Säuleck-csúcs és más túrázási lehetőségek a Magas-Tauern Nemzeti Parkban
- BIOS nemzeti parki múzeum és mellette az 1900-ban épült Liebermann-villa
- a Stappitzi-tó

## Fordítás
- Ez a szócikk részben vagy egészben  a   Mallnitz című német Wikipédia-szócikk ezen változatának fordításán alapul.  Az eredeti cikk szerkesztőit annak laptörténete sorolja fel. Ez a jelzés csupán a megfogalmazás eredetét és a szerzői jogokat jelzi, nem szolgál a cikkben szereplő információk forrásmegjelöléseként.